# 대한산악스키협회
대한산악스키협회는 산악스키와 관련된 조사 연구, 교육, 홍보 및 산림환경의 보전, 청소년 선도사업 등을 장려할 목적으로 2003년 2월 10일 설립 허가된 대한민국 산림청 소관의 사단법인이다. 사무실은 서울특별시 강남구 방배동 921-26, 광우빌딩 3층에 있다.

## 주요 사업
- 산림청장배 전국산악스키대회 개최
- 산악스키 보급
- 산림자연보호 행사